# Ткачук Андрій Антонович
Андрій Антонович Ткачук (нар. 16 серпня 1985) — український легкоатлет, який спеціалізується на бігу на ультрамарафонські дистанції та трейлі.
На національних змаганнях представляє Закарпатську область.

## Із життєпису
Багаторазовий чемпіон України з добового та дводобового бігу (2016—2019).
Переможець чотирьох трейлових забігів 2019 року: «Fun Karpaty Trail» (57 км), «Trail Carpathia Ultra» (101 км), «100 Buko Miles» (183 км) та «Chornohora Sky Marathon» (60 км).
У 2019 році Андрій Ткачук став володарем національних досягнень з добового (262,788 км) та дводобового (370,070 км) бігу.
Чемпіон України з трейлу (2021).
У Вінниці, на чемпіонаті України із 48-годинного бігу, який відбувся 16-18 липня 2021 року, 35-річний Андрій Ткачук побив власний рекорд 2019 року, встановив новий рекорд України — 435,446 км та показав другий у світі результат за всю історію дводобового бігу.
Учасник чемпіонату світу з трейлу, а також чемпіонатів світу та Європи з добового бігу.
Учасник російсько-української війни, служив у складі батальйону «Січ».

## Основні міжнародні виступи
| Рік  | Змагання                         | Місто        | Місце | Дисципліна  | Примітки      |
| ---- | -------------------------------- | ------------ | ----- | ----------- | ------------- |
| 2016 | Чемпіонат світу з трейлу         | Пенеда-Жереш |       | біг 85 км   |               |
| 2017 | Чемпіонат світу з добового бігу  | Белфаст      |       | добовий біг | 216,779 км    |
| 2018 | Чемпіонат Європи з добового бігу | Тімішоара    |       | добовий біг | 213,742 км    |
| 2019 | Чемпіонат світу з добового бігу  | Альбі        |       | добовий біг | 262,788 км NB |